# Đàm Thanh Xuân
Đàm Thanh Xuân (sinh ngày 11 tháng 1 năm 1985) là một vận động viên Wushu người Việt và cũng là một võ sĩ. Cô từng là thành viên của đội wushu Việt Nam và đã giành được một số huy chương bao gồm Giải vô địch Wushu thế giới và Đại hội thể thao Đông Nam Á. Hiện nay, cô đang làm việc tại Vụ Hợp tác quốc tế, Tổng cục Thể dục Thể thao.

## Tiểu sử
Đàm Thanh Xuân sinh ngày 11 tháng 1 năm 1985 tại Liên Xô cũ, trong một gia đình có truyền thống thể thao. Cha mẹ cô đều là vận động viên điền kinh, từng du học Thạc sĩ ở Nga. Năm cô 9 tuổi thì được người hàng xóm Xuân Thi đồng thời là Huấn luyện viên trưởng của Đội tuyển Wushu Việt Nam phát hiện ra tài năng và ngỏ lời cho đi tập luyện. Năm 11 tuổi, Thanh Xuân giành được Huy chương Vàng tại Giải vô địch quốc gia Wushu. Đến năm 1999, khi mới 14 tuổi, cô lần đầu tiên giành được chức vô địch Giải Wushu thế giới.
Năm 2005, Đàm Thanh Xuân giã từ sự nghiệp thể thao chuyên nghiệp để đi du học ngành Quản lý thể thao ở Thượng Hải. Đến khoảng năm 2013, cô trở thành một thành viên của Cục Hợp tác quốc tế, Tổng cục Thể dục Thể thao.

## Thành tích thể thao
| Năm  | Giải đấu                      | Nơi diễn ra | Nội dung       | Thành tích      | SL | Nguồn         |
| ---- | ----------------------------- | ----------- | -------------- | --------------- | -- | ------------- |
| 1999 | Giải vô địch Wushu Đông Nam Á | Myanmar     | không xác định | Huy chương Vàng | 3  | [ 7 ]         |
| 1999 | Giải vô địch Wushu Đông Nam Á | Myanmar     | không xác định | Huy chương Bạc  | 1  | [ 7 ]         |
| 1999 | Giải vô địch Wushu thế giới   | Hồng Kông   | Côn thuật      | Huy chương Vàng | 1  | [ 4 ]         |
| 2000 | Giải vô địch Wushu châu Á     | Việt Nam    | không xác định | Huy chương Bạc  | 1  |               |
| 2000 | Giải vô địch Wushu châu Á     | Việt Nam    | không xác định | Huy chương Đồng | 3  |               |
| 2001 | Giải vô địch Wushu thế giới   | Armenia     | Côn thuật      | Huy chương Bạc  | 1  | [ 8 ]         |
| 2001 | Giải vô địch Wushu thế giới   | Armenia     | Trường quyền   | Huy chương Vàng | 1  | [ 9 ]         |
| 2001 | Giải vô địch Wushu thế giới   | Armenia     | Đao thuật      | Huy chương Vàng | 1  | [ 9 ]         |
| 2003 | Giải vô địch Wushu thế giới   | Trung Quốc  | Côn thuật      | Huy chương Bạc  | 1  |               |
| 2003 | SEA Games 22                  | Việt Nam    | Đao thuật      | Huy chương Bạc  | 1  | [ 10 ] [ 11 ] |
| 2004 | Giải Vô địch Wushu châu Á     | Myanmar     | Côn thuật      | Huy chương Vàng | 1  | [ 12 ]        |
| 2005 | SEA Games 23                  | Philippines | Côn thuật      | Huy chương Vàng | 1  | [ 13 ] [ 14 ] |
| 2005 | SEA Games 23                  | Philippines | Trường quyền   | Huy chương Đồng | 1  |               |
| 2005 | SEA Games 23                  | Philippines | Đao thuật      | Huy chương Bạc  | 1  |               |
| 2005 | Giải vô địch Wushu thế giới   | Việt Nam    | Côn thuật      | Huy chương Vàng | 1  | [ 15 ] [ 16 ] |
| 2005 | Giải vô địch Wushu thế giới   | Việt Nam    | Đao thuật      | Huy chương Bạc  | 1  | [ 15 ]        |

## Khen thưởng
- Huân chương Lao động hạng Ba.[4]
- Bằng khen của Thủ tướng Chính phủ (1999).[17]
- Vận động viên tiêu biểu toàn quốc (1999, 2001).[18]

## Gia đình
Đàm Thanh Xuân kết hôn cùng với người bạn từ thuở nhỏ. Chồng cô cũng là một vận động viên Wushu và cùng theo học Thạc sĩ tại Đại học Thể dục Thể thao Thượng Hải.